# Taran Killam
Taran Hourie Killman (Culver City, 1 de abril de 1982) é um ator norte-americano. É mais conhecido por participar do programa americano Saturday Night Live. Taran já fez os filmes Recém Casados, O Grande Mentiroso, Anderson's Cross, Presas no Subúrbio, Deu a Louca em Hollywood e Amigos, Amigos, Mulheres à Parte. Participou também das séries Drake & Josh e How I Met Your Mother.

## Filmografia

### Cinema e televisão
| Ano         | Título                | Título em português                                     | Papel        | Notas                                      |
| ----------- | --------------------- | ------------------------------------------------------- | ------------ | ------------------------------------------ |
| 2005 - 2014 | How I Met Your Mother | pt: Foi Assim Que Aconteceu br: Como Eu Conheci Sua Mãe | Gary Blauman | Série de televisão (Participação especial) |